# Галагания пахучая
Галагания пахучая, или Муреция пахучая, или Мюретия душистая (лат. Galagania fragrantissima) — многолетнее растение, вид рода Галагания (Galagania) семейства Зонтичные (Apiaceae).
Листья и молодые побеги используют как пряную приправу к супам и другим блюдам.
В траве, во время цветения, и в плодах обнаружено содержание эфирного масла.

## Распространение и экология
Произрастает в Афганистане, Киргизии, Узбекистане и Таджикистане.
Встречается по горным травянистым склонам.

## Ботаническое описание
Совершенно голое, зелёное растение, с шаро- или яйцевидным клубнем.
Стебель до 100 см высотой, тонкий, белополосчатый, в средней части ветвящийся в широко раскидистую метёлку.
Листья очерёднорасположенные, тонкие, быстро увядающие, неприятно пахнущие. Прикорневые листья на черешках, пластинка треугольная, многократно, 3—4-перисто-рассечённая на нитевидные, длинные, 1—2,5 см длиной и 0,02—0,03 см шириной, раскидистые участки. Стеблевые листья сходны с прикорневыми, но более мелкие, сидячие на ланцетовидных, кожистых с отвороченными краями, влагалищах. Верхние — в виде мелких чешуек.
Зонтики 1—6 лучевые, сжатые, лучи их неодинаковы. Зонтички 5—10-цветковые, с оберточкой из 5 ланцетных листочков. Цветки мелкие на тонких неравных ножках. Лепестки яйцевидные, жёлтые.
Плод — сухая семянка, обратногрушевидная или почти эллиптическая.
Цветёт в июне—июле.

## Значение и применение
Всё растение имеет сильный неприятный запах. Скотом не поедается. Растение в фазе вегетации содержало (от абсолютно сухого вещества): 6,8 % золы, 15,3 % белка, 4,7 % жира, 15,4 % клетчатки, 51,8 % БЭВ.